# 澳門大學綜合體育館
澳大綜合體育館（葡萄牙語：Complexo Desportivo da UM），位於澳門氹仔澳門大學新校區大學大馬路。場館內設有羽毛球場、璧球場、游泳館、主場館和訓練館等。

## 歷史
2009年12月20日，澳門大學新校區正式動工，由中共中央總書記、國家主席胡錦濤主持奠基儀式，並為大學題詞。
2012年7月7日，澳門大學新校區的全部建築物順利封頂。
2013年7月18日，新校園內的工程基本完工，並進行機電系統調試及工程修繕工作。
2013年7月20日，澳門大學新校區正式啟用，並爭取於2014年1月至2月全面向公眾開放，部分設施包括大學會堂、體育場館和圖書館等與澳門社區共享。
2014年3月18日至29日，綜合體育館試運，同時在新校園首辦運動比賽，邀請澳大學生及教職員率先試用及參與，該試運以半開放形或進行。試用場地包括一個標準籃球場及四個羽毛球場。開放時間為周一至周五每天傍晚及周六下午。
2014年8月25日，澳門大學新校區正式全面投入運作，綜合體育館亦於同日起正式運作並開放供澳大教職員和學生使用。
2015年3月29日，澳門大學舉行遷入新校區後首個大型開放日，並首次開放大型體育措施包括綜合體育館和運動場。
2016年6月1日，為了貫切落實“公共體育設施網絡”服務的方針，善用體育設施資源，為市民提供更多的體育場所，體育局透過與澳門大學簽訂合作協議，澳門大學新校區內部份體育設施包括綜合體育館內部分設施於非上課時段開放予公眾使用，並預留部分使用時段予澳門本地體育社團進行活動。此處開放設施包括體育館的主場館、訓練館B、游泳館、兩個壁球場及四個羽毛球場。
2019年4月30日，增加澳大綜合體育館-游泳館開放予公眾使用的時間，開放時間亦同步作出調整。

## 設施
| 樓層分佈 | 4F | 羽毛球館／壁球場 / 多用途活動室／活動室                  |
| 樓層分佈 | 3F | 健身室／乒乓球室／舞蹈室                                 |
| 樓層分佈 | 1F | 主場館公眾席／游泳館公眾席／公共空間／抱石牆／運動攀登牆 |
| 樓層分佈 | GF | 主場館／訓練館／桑拿房／更衣室／澳門大學醫療中心／游泳館 |
| 樓層分佈 | BF | 訪客停車場 P1                                            |

## 開放時間
澳大綜合體育館開放時間為上午7時至晚上11時，部分場館或設施開放時間各有不同。另外，游泳館、羽毛球館、4號及5號璧球場、主場館及訓練館B場設有體育局“公共體育設施網絡”開放時段。

## 大型活動、儀式及考試

### 典禮儀式
2013年12月7日，澳門大學首次於新校區綜合體育館內的主場館舉行學位頒授典禮，由澳門特別行政區行政長官兼澳大校監代表、社會文化司司長張裕主持，向應屆畢業生頒授博士、碩士和學士學位。此後每年的學位頒授典禮及畢業典體於該處舉行。
2015年起，澳門大學開學典禮均在此處的主場館舉行。

### 入學考試及學期考試
每年的入學考試（大部分現改為澳門四高校聯合入學考試）及澳門大學各大型期末考試均在此處的主場館或訓練館舉行，期間主場館和訓練館暫停開放。其中在2015年4月中旬舉行首次於新校區內包括綜合體育館考場舉行入學考試。

### 學界及大專比賽
比賽項目包括學界比賽、校際運動比賽、大專院校比賽；澳大學生或教職員各項體育比賽均在該綜合體育館內舉行。

## 公共交通

### 巴士
T555 澳大／綜合體育館（UM / Complexo Desportivo）
路線：71、71S、72、73、73S、N6
T556 澳大／行政樓（UM / Edifício Administrativo）
路線：71、71S、72、73、73S、N6

### 跨境巴士
岐關車路營運的橫琴-澳門跨境通勤專線，定期班次往返橫琴粵澳深度合作區和澳門大學新校區。
B2線、B5線
- 往橫琴停靠站點：橫琴口岸、濠江路口、華發首府（4號崗）、K2荔枝灣（伯牙小學北門）
- 往澳大方向僅供下車

B4線
- 往橫琴停靠站點：橫琴口岸、橫琴人才公寓、橫琴國際網球中心（石山村）、粗沙環、橫琴醫院
- 往澳大方向僅供下車

## 外部連結
- 澳大運動場及綜合體育館 - 澳大綜合體育館 （页面存档备份，存于）
- 澳門大學體育事務部 （页面存档备份，存于）